# Ottar Gladvedt
Ottar Gladvedt, född 1890, död 1962, var en norsk regissör, filmfotograf och manusförfattare.
Gladvedt regidebuterade 1913 med spelfilmen Overfaldet på poståpnerens datter som följdes av Revolutionens datter 1918. Gladvedt skrev manus till båda filmerna. Under 1920-talet regisserade han flera kort- och dokumentärfilmer. Han regisserade sammanlagt tio filmer mellan 1913 och 1950. Han verkade också som filmfotograf.

## Filmografi

### Regi
- 1913 – Overfaldet på poståpnerens datter
- 1918 – Revolutionens datter
- 1921 – Blandt Syd-Amerikas urskovsindianere
- 1924 – Raumabanen – Norges nyeste turistbane
- 1926 – Tyveriet fra Bagdad
- 1927 – Luna sæpen
- 1927 – Fiinbeck har røm
- 1927 – Det mystiske kjøkken (noget at glæde seg til)
- 1930 – Fra sneblokaden på høifjeldet
- 1950 – Stavanger – St. Svithuns by

### Filmfoto
- 1913 – Overfaldet på poståpnerens datter
- 1917 – Unge hjerter
- 1917 – De forældreløse
- 1918 – Lodsens datter
- 1918 – Revolutionens datter
- 1921 – Det nye år? (även producent)
- 1921 – Blandt Syd-Amerikas urskovsindianere
- 1924 – Raumabanen – Norges nyeste turistbane
- 1929 – Det vackra Norge
- 1936 – Vi vil oss et land...
- 1939 – Til Vesterheimen
- 1942 – Nordlandets våghals
- 1943 – Bergen
- 1944 – Ti gutter og en gjente

### Manus
- 1913 – Overfaldet på poståpnerens datter
- 1918 – Revolutionens datter